# چهل و ششمین دوره جوایز اسکار
چهل و ششمین دوره مراسم اعطای جوایز اسکار (انگلیسی: 46th Academy Awards) در روز سه‌شنبه، ۲ آوریل ۱۹۷۴ در دوروتی چندلر پاویون لس آنجلس برگزار شد. در این مراسم بهترین فیلم‌های سال ۱۹۷۳ جهان به انتخاب آکادمی علوم و هنرهای تصاویر متحرک جایزه گرفتند.
جان هیوستون، دایانا راس، برت رینولدز، دیوید نیون مجریان این مراسم بود.

## جوایز
برندگان نخست و در حروف برجسته پررنگ فهرست شده‌اند.
| جایزه اسکار بهترین فیلم | جایزه اسکار بهترین کارگردانی |
| --- | --- |
| - نیش – تونی بیل، جولیا فیلیپس، Michael Phillips - دیوارنویسی آمریکایی – فرانسیس فورد کوپولا و گری کورتز - فریادها و نجواها – اینگمار برگمان - جن‌گیر – ویلیام پیتر بلتی - لمسی از عزت – ملوین فرانک | - جرج روی هیل - نیش - جرج لوکاس - دیوارنویسی آمریکایی - اینگمار برگمان - فریادها و نجواها - ویلیام فریدکین - جن‌گیر - برناردو برتولوچی - آخرین تانگو در پاریس |
| جایزه اسکار بهترین بازیگر نقش اول مرد | جایزه اسکار بهترین بازیگر نقش اول زن |
| - جک لمون - ببر را نجات دهید در نقش Harry Stoner - مارلون براندو - آخرین تانگو در پاریس در نقش Paul - جک نیکلسون - آخرین مأموریت در نقش Billy "Badass" Buddusky - آل پاچینو - سرپیکو در نقش Frank Serpico - رابرت ردفورد - نیش در نقش Johnny Hooker | - گلندا جکسون - لمسی از عزت در نقش Vicki Allessio - الن برستین - جن‌گیر در نقش Chris MacNeil - مارشا ماسون - آزادی سیندرلا در نقش Maggie Paul - باربارا استرایسند - آنطور که بودیم در نقش Katie Morosky - جوآن وودوارد - آرزوهای تابستان، رؤیاهای زمستان در نقش Rita Pritchett-Walden |
| جایزه اسکار بهترین بازیگر نقش مکمل مرد | جایزه اسکار بهترین بازیگر نقش مکمل زن |
| - جان هاوسمن - The Paper Chase در نقش Professor Charles W. Kingsfield, Jr. - وینسنت گاردنیا - Bang the Drum Slowly در نقش Dutch - جک گیلفورد - ببر را نجات دهید در نقش Phil - جیسون میلر (نمایش‌نامه‌نویس) - جن‌گیر در نقش دامین کاراس - رندی کواید - آخرین مأموریت در نقش Larry Meadows | - تاتوم اونیل - ماه کاغذی در نقش Addie Loggins - لیندا بلر - جن‌گیر در نقش رگان مک‌نیل - کندی کلارک - دیوارنویسی آمریکایی در نقش Debbie Dunham - مدلین کان - ماه کاغذی در نقش Trixie Delight - سیلویا سیدنی - آرزوهای تابستان، رؤیاهای زمستان در نقش Mrs. Pritchett                    |
| جایزه اسکار بهترین فیلم‌نامه غیراقتباسی | جایزه اسکار بهترین فیلم‌نامه اقتباسی |
| - نیش – دیوید اس. وارد - دیوارنویسی آمریکایی – جرج لوکاس، گلوریا کتز و Willard Huyck - فریادها و نجواها – اینگمار برگمان - ببر را نجات دهید – Steve Shagan - لمسی از عزت – ملوین فرانک و Jack Rose | - جن‌گیر – ویلیام پیتر بلتی - آخرین مأموریت – رابرت تاون - The Paper Chase – جیمز بریجز - ماه کاغذی – آلوین سارجنت - سرپیکو – والدو سالت و Norman Wexler |
| جایزه اسکار بهترین فیلم مستند | Best Documentary Short |
| - کابوی بزرگ آمریکایی - Always a New Beginning - Journey to the Outer Limits - نبرد برلین - Walls of Fire | - Princeton: A Search for Answers - Julian Krainin و DeWitt L. Sage, Jr., Producers - Background - Christo's Valley Curtain - Four Stones for Kanemitsu - Paisti ag obair |
| جایزه اسکار بهترین فیلم کوتاه | جایزه اسکار بهترین پویانمایی کوتاه |
| - The Bolero - Allan Miller, William Fertik - Clockmaker - Richard Gayer - Life Times Nine - Pen Densham and John Watson | - فیلم فرانک - Frank Mouris Prod. - Frank Mouris - The Legend of John Henry - Bosustow-Pyramid Films - Nick Bosustow و David Adams - Pulcinella |
| جایزه اسکار بهترین موسیقی فیلم | Best Original Song Score or Adaptation Score |
| - آنطور که بودیم – ماروین هملیش - آزادی سیندرلا – جان ویلیامز - The Day of the Dolphin – ژرژ دلرو - پاپیون – جری گلدسمیت - لمسی از عزت – جان کامرون (موسیقی‌دان) | - نیش – Adaptation Score by ماروین هملیش - Jesus Christ Superstar – Adaptation Score by آندره پروین، Herbert W. Spencer و اندرو لوید وبر - تام سایر – Song Score by ریچارد ام. شرمن و رابرت بی. شرمن; Adaptation Score by جان ویلیامز                                                |
| جایزه اسکار بهترین ترانه | Best Sound Mixing |
| - "The Way We Were" — آنطور که بودیم • Music: ماروین هملیش • Lyrics: الن برگمن و الن برگمن - "(You're So) Nice to Be Around" — آزادی سیندرلا • Music: جان ویلیامز • Lyrics: پال ویلیامز (سرودنویس) - "Live and Let Die" — زندگی کن و بگذار بمیرد • Music: پل مک‌کارتنی and Lyrics: پل مک‌کارتنی و لیندا مک کارتنی - "Love" — رابین‌هود • Music: جرج برانس • Lyrics: Floyd Huddleston - "All That Love Went to Waste" — لمسی از عزت • Music: George Barrie • Lyrics: سمی کان | - جن‌گیر – Robert Knudson و کریس نیومن - The Day of the Dolphin - Richard Portman و Larry Jost - The Paper Chase - دونالد میچل (مهندس صدا) و Larry Jost - ماه کاغذی - Richard Portman و Les Fresholtz - نیش - Ronald Pierce و Robert R. Bertrand                                      |
| Best Foreign Language Film | جایزه اسکار بهترین طراحی لباس |
| - روز به جای شب - سینمای فرانسه - The House on Chelouche Street - سینمای اسرائیل - L'Invitation - سینمای سوئیس - عابر پیاده (فیلم) - سینمای آلمان - راحت‌الحلقوم (فیلم) - سینمای هلند | - نیش – ادیت هد - فریادها و نجواها - ماریک ووس-لوند - لودویگ - پی‌یرو تسی - تام سایر - Don Feld - آنطور که بودیم - دوروتی جیکنس و Moss Mabry |
| جایزه اسکار بهترین طراحی صحنه | جایزه اسکار بهترین فیلمبرداری |
| - نیش – Henry Bumstead و James W. Payne - برادر خورشید، خواهر ماه - Lorenzo Mongiardino, Gianni Quaranta, Carmelo Patrono - جن‌گیر - Bill Malley, Jerry Wunderlich - تام سایر - Philip Jefferies, Robert de Vestel - آنطور که بودیم - Stephen Grimes, William Kiernan (فهرست نامزدان و برندگان جایزه اسکار پس از مرگ) | - فریادها و نجواها – سون نیکویست - جن‌گیر – اوون رویزمن - جاناتان مرغ دریایی - Jack Couffer - نیش - رابرت ال. سرتیس - آنطور که بودیم - هری استردلینگ، جونیور |
| جایزه اسکار بهترین تدوین | |
| - نیش—ویلیام اچ. رینولدز - دیوارنویسی آمریکایی — ورنا فیلدز، مارسیا لوکاس - روز شغال — رالف کمپلن - جن‌گیر — Jordan Leondopoulos, Bud Smith, Evan Lottman, Norman Gay - جاناتان مرغ دریایی — فرانک پی. کلر، James Galloway | |

## جستارهای ویژه
- سی و یکمین مراسم گلدن گلوب
- 1973 in film
- 16th Grammy Awards
- 25th Primetime Emmy Awards
- 26th Primetime Emmy Awards
- بیست و هفتمین دوره جوایز بفتا
- 28th Tony Awards